# Cecilio Perera
Cecilio Perera es un distinguido guitarrista clásico mexicano nacido en Mérida, Yucatán, el 23 de octubre de 1983. Es considerado el mejor guitarrista mexicano de su generación, es uno de los más importantes exponentes en la historia de la guitarra clásica en México y en el mundo, actualmente es aclamado internacionalmente, lo caracteriza su musicalidad, virtuosismo, amplio y versátil repertorio musical abarcando desde la música medieval, renacentista, barroca, clásica, romántica, contemporánea, folklore latinoamericano, entre otros géneros. Su arte lo ha llevado a presentarse como solista en las salas más importantes del mundo como el Carnegie Hall de Nueva York https://www.carnegiehall.org/, Großes Festspielhaus de Salzburgo, Mozarteum Grosser Saal de Salzburgo, Brucknerhaus de Linz https://www.brucknerhaus.at/, Opera Hall de Qingdao Pekín China www.qingdaograndtheatre.com, Teatro Hermitage de San Petersburgo https://hermitagetheater.com/, NDR Grosser Sendesaal de Hanover https://www.ndr.de/orchester_chor/radiophilharmonie/Erneuerung-der-Buehne-im-Grossen-Sendesaal-,kuppelsaal212.html, Glenn Gould Studio de Toronto https://www.cbc.ca/glenngouldstudio/, NEC Jordan Hall de Boston https://necmusic.edu/jordan-hall, Sala Nezahualcóyotl de la Ciudad de México, Teatro Amadeo Roldán de La Habana http://www.musicaconcierto.cult.cu/index.php/es/sedes/amadeo Archivado el 25 de octubre de 2019 en Wayback Machine., Teatro Nacional de Costa Rica https://www.teatronacional.go.cr/, entre otros. Se ha presentado en varios países ofreciendo recitales en Austria, Alemania, Suiza, Italia, Francia, España, Irlanda, Rusia, Estonia, Finlandia, Eslovenia, Serbia, Grecia, Bulgaria, Turquía, México, Cuba, Costa Rica, Belice, Estados Unidos, Canadá y China, participando también en muchas ocasiones para la radio y televisión de cada país que visita. Cecilio frecuentemente se presenta como solista con orquestas como la Orquesta Filarmónica de Salzburgo, Orquesta Sinfónica de Qingdao-China, Orquesta Hermitage de San Petersburgo, Bläserphilharmonie Mozarteum Salzburg, Orquesta Sinfónica de Sanremo, Orquesta Italiana Academia Musical Naonis, Orquesta del Conservatorio Vivaldi de Alessandria, Orquesta Juvenil de la Generalitat Valenciana, Orquesta Ciudad de Almería, Orquesta Sinfónica Nacional de Cuba, Orquesta Filarmónica de la UNAM, Orquesta Sinfónica de Yucatán, Filarmónica de Jalisco, Orquesta Sinfónica de Nuevo León, Orquesta Sinfónica de Michoacán, Orquesta Sinfónica de Guanajuato, Orquesta Filarmónica de Acapulco, Orquesta Sinfónica de Chihuahua. Su repertorio abarca desde la música medieval y renacimiento tocando el laúd, hasta lo contemporáneo, estrenando nuevas obras que le han dedicado compositores como Clarice Assad, Julio César Oliva, Michele Lanari, Ernesto Lunagómez, Cutberto Córdova, como también haciendo música de cámara con violín, flauta, voz, chelo, cuarteto de cuerdas y diversas agrupaciones musicales. Ha compartido el escenario con artistas como Grace Bumbry (cantante), Irena Grafenauer (flauta), Benjamin Schmidt (violín), Andreas Hofmeir (Tuba), Cuarteto de Cuerdas Kairós, Andreas Steiner (percusionista), Werner Friedl (actor) y también con grupos de diversos géneros musicales como Yahal-Kab (grupo de música latinoamericana) y Blank Manuskript (grupo de rock progresivo). 
Un extraordinario intérprete con un futuro universal en la guitarra.......Leo Brouwer
Cuando una obra se interpreta con la musicalidad como lo ha hecho Cecilio, no hay palabras que decir, solo nos queda
escuchar.
Cecilio es una joven promesa para la élite guitarristica mundial........John Williams John Williams (guitarrista)
Inicia los estudios de guitarra clásica a la edad de 9 años bajo la dirección de su hermano Pedro Perera, de quien aprende la técnica para el instrumento así como la lectura de la partitura musical para guitarra, realizan interpretaciones a dos guitarras de compositores clásicos y flamencos, tanto de obras escritas a dos guitarras como de transcripciones para los instrumentos. A los 12 años ya tiene con un repertorio de estudiante avanzado, con obras de autores renacentistas, barrocos, clásicos, románticos y contemporáneos, ofrece sus primeros recitales en eventos privados. Ingresa más tarde a la escuela de música José Jacinto Cuevas. estudiando guitarra con Ricardo Vega Diaz (Director musical del Grupo Yahal-Kab) con quien estudia de manera profesional la música en general continuando ofreciendo recitales en diversos auditorios y tetaros de la ciudad de Mérida, Simultáneamente, Cecilio recibió asesoría musical del pianista cubano Alberto Álvarez. con quien aprende de manera más profunda la música barroca, con transcripciones para guitarra de obras de los compositores Johan Sebastián Bach, Doménico Scarlatti por mencionar algunos. 
Estudió después en la Facultad de Música de la Universidad Veracruzana en Xalapa. De 1999 al 2005 estudió en la Facultad de Música de la Universidad Veracruzana en Xalapa, Veracruz, bajo la tutela de Alfredo Sánchez y Consuelo Bolio En 2003, Cecilio viajó a Europa y es aceptado en el Mozarteum de Salzburgo en Austria para estudiar la licenciatura en Música con especialidad guitarra clásica bajo la enseñanza en el instrumento del reconocido guitarrista Eliot Fisk.
Ha ofrecido recitales en prácticamente todos los estados de la federación mexicana y en diversos países del mundo como Austria, Costa Rica, Estados Unidos de América, Canadá, Italia, Cuba, España y Alemania. Ha actuado como solista con la Orquesta Filarmónica de Salzburgo, la Orquesta Hermitage de San Petersburgo, Orquesta Italiana Academia Musical Naonis, Orquesta del Conservatorio Vivaldi de Alessandria, Orquesta del Teatro Castelar España, Orquesta Sinfónica de Almería, Orquesta Sinfónica Nacional de Cuba, Orquesta Sinfónica de Qingdao-China y muchas orquestas de México.
Actualmente imparte clases de guitarra en la Universidad Mozarteum de Salzburgo, Austria y también como maestro de guitarra en la Escuela de Música de Freilassing, Alemania. 

Sus grabaciones discográficas:
Guitar Music of México, Naxos
Guitar Recital, Naxos 
50th Anniversary Michele Pittaluga Guitar Competition Alessandria, Naxos 
XX Century Guitar Music, VGo Recordings 
Por ti mi corazón, Mixdownrecords 
Epifanía – Q Studios

## Colaboración con otros músicos
Ha compartido el escenario con artistas como Grace Bumbry (cantante), Irena Grafenauer (flauta), Benjamin Schmidt (violín), Andreas Hofmeir (Tuba), Cuarteto de Cuerdas Kairós, Andreas Steiner (percusionista), Werner Friedl (actor) y también con grupos de diversos géneros musicales como Yahal-Kab (grupo de música latinoamericana) y Blank Manuskript (grupo de rock progresivo). 

## Orquestas
Cecilio frecuentemente se presenta como solista con orquestas como la Orquesta Filarmónica de Salzburgo, Orquesta Sinfónica de Qingdao-China, Orquesta Hermitage de San Petersburgo, Bläserphilharmonie Mozarteum Salzburg, Orquesta Sinfónica de Sanremo, Orquesta Italiana Academia Musical Naonis, Orquesta del Conservatorio Vivaldi de Alessandria, Orquesta Juvenil de la Generalitat Valenciana, Orquesta Ciudad de Almería, Orquesta Sinfónica Nacional de Cuba, Orquesta Filarmónica de la UNAM, Orquesta Sinfónica de Yucatán, Filarmónica de Jalisco, Orquesta Sinfónica de Nuevo León, Orquesta Sinfónica de Michoacán, Orquesta Sinfónica de Guanajuato, Orquesta Filarmónica de Acapulco, Orquesta Sinfónica de Chihuahua. 

## Repertorio
Su repertorio abarca desde la música medieval y renacimiento tocando el laúd, hasta lo contemporáneo, estrenando nuevas obras que le han dedicado compositores como Leo Brouwer, Clarice Assad, Julio César Oliva, Dieter Kreidler, Michele Lanari, Ernesto Lunagómez, Cutberto Córdova, como también haciendo música de cámara con violín, flauta, voz, cello, cuarteto de cuerdas y diversas agrupaciones musicales. 

## Premios y reconocimientos
- Primer Lugar VII Concurso Internacional de Guitarra José Tomas-Villa Petrer 2008 en Valencia, España.
- Primer Lugar III Festival y Concurso Internacional Boston Guitar Fest 2008" Boston, Massachusetts
- Primer Lugar XII Concurso-Festival Internacional de Guitarra, Leo Brouwer La Habana, Cuba, 2004
- Primer Lugar V Concurso- Festival Internacional de Guitarra, Taxco, México, 2002
- Primer Lugar XI Concurso-Festival Internacional de Guitarra, Morelia, Michoacán, México -2001
- Primer Lugar II Concurso Nacional Juvenil de Guitarra Clásica-YÓLOTL 2000, México
- Primer Lugar III Concurso de ensambles de guitarra del Mozarteum de Salzburgo, Austria 2007
- Segundo Lugar VII Concurso Internacional de Guitarra Julián Arcas en Almería, España 2006
- Premio Nacional de la Juventud en Artes 2003 otorgado por el presidente de México, Vicente Fox Quezada
- Premio Estatal de la Juventud en Artes 2003 otorgado por el gobernador de Yucatán, Patricio Patrón Laviada
- Premio Universitario del año 2004 otorgado por la revista Expansión
- Premio Estatal de la Juventud en Música 1999” otorgado por el gobernador de Yucatán, Víctor Cervera Pacheco